# Конфликт в Кашмир
Кашмирският конфликт е териториален конфликт воден основно между Индия и Пакистан за територията на Кашмирския регион.
Конфликтът започва след разделянето на Британска Индия през 1947 като спор за бившата Княжеска държава на Джаму и Кашмир и ескалира до три воини и няколко военни сражения между Индия и Пакистан. Китай също е замесен в конфликта като трета страна. Индия и Пакистан претендират за цялата територия на Джаму и Кашмир, въпреки че Пакистан признава китайския суверенитет в транс-Каракорумския тракт и Аксай от 1963 г. Индия контролира около 55% от земната площ в региона и 70% от населението му, докато Пакистан и Китай контролиран респективно по 30% и 15% от територията. Индия администрира Джаму, Кашмирската долина, Ладак и ледника Сиахен. Пакистан администрира Азад Кашмир и Гилгит-Балтистан. Китай администрира региона на Аксай и предимно необитаемия регион на Транс-Каракорам.